# Leichtathletik-Länderkampf der Frauen 1977 Sowjetunion – BR Deutschland
| 5. Leichtathletik-Länderkampf mit bundesdeutscher Beteiligung 1977 | 5. Leichtathletik-Länderkampf mit bundesdeutscher Beteiligung 1977 |
| ------------------------------------------------------------------ | ------------------------------------------------------------------ |
|                                                                    |                                                                    |
| Ländervergleich der Frauen: Sowjetunion – BR Deutschland           |                                                                    |
| Austragungsort                                                     | Sotschi                                                            |
| Wettbewerbe                                                        | 14                                                                 |
| Datum                                                              | 4./5. Juni                                                         |
| 1. URS 2. FRG                                                      | 91 Punkte 55 Punkte                                                |
| Chronik                                                            |                                                                    |
| ← URS-FRG (M)                                                      | ITA-FRG-FRA-ESP-CSK00 Marathon (M) →                               |

Der fünfte Vergleich des Länderkampfjahres 1977 fand parallel zum Länderkampf der Männer am 4./5. Juni in Sotschi zwischen den Leichtathletinnen der Bundesrepublik Deutschland und der Sowjetunion statt. Die Bilanz der bundesdeutschen Frauen gegen diese Gegnerinnen lautete zwei zu fünf.

## Modus
Auf dem Programm stand neben den bei Frauenländerkämpfen üblichen dreizehn Disziplinen, die den olympischen Frauenwettbewerbskatalog komplett abdeckten, ein Rennen über 400 Meter Hürden, eine Disziplin, die bei den Olympischen Spielen 1984 in Los Angeles olympisch wurde. Am Start waren diesmal wieder zwei Teilnehmerinnen je Land und Wettbewerb. Die Wertung erfolgte nach dem Standardsystem.

## Ergebnis
Die sowjetischen Leichtathletinnen dominierten die Wettkämpfe auf der ganzen Linie. Sie gewannen sechs der sieben Einzelläufe. Die bundesdeutschen Läuferinnen entschieden den 800-Meter-Lauf für sich. Auch beide Staffeln gingen an die Sowjetunion. Im Bereich der Sprünge verbuchte jedes Team einen Sieg für sich, die Sowjetunion allerdings im Gegensatz zur Bundesrepublik mit einem Doppelerfolg. In der Kategorie Wurf/Stoß gab es zwei Disziplingewinne für die UdSSR, hier lag Deutschland nur im Kugelstoßen vorne. So verschlechterte sich die Gesamtbilanz der Länderkämpfe zwischen den beiden Nationen für die Bundesrepublik Deutschland durch die erneute deutliche bundesdeutsche Niederlage mit diesmal 55 zu 91 Punkten nach dem achten Aufeinandertreffen nun auf zwei zu sechs.

## Resultate

### 100 m
| Platz | Athletin           | Land | Zeit (s) |
| ----- | ------------------ | ---- | -------- |
| 1     | Wera Anissimowa    | URS  | 11,53    |
| 2     | Ljudmila Maslakowa | URS  | 11,53    |
| 3     | Elvira Possekel    | FRG  | 11,90    |
| 4     | Petra Sharp        | FRG  | 11,93    |

Datum: 4. Juni

### 200 m
| Platz | Athletin        | Land | Zeit (s) |
| ----- | --------------- | ---- | -------- |
| 1     | Marina Sidorowa | URS  | 23,17    |
| 2     | Marina Sidorowa | URS  | 23,54    |
| 3     | Birgit Wilkes   | FRG  | 23,74    |
| 4     | Petra Sharp     | FRG  | 23,94    |

Datum: 5. Juni

### 400 m
| Platz | Athletin            | Land | Zeit (s) |
| ----- | ------------------- | ---- | -------- |
| 1     | Ljudmila Aksjonowa  | URS  | 52,78    |
| 2     | Dagmar Fuhrmann     | FRG  | 52,82    |
| 3     | Elke Barth          | FRG  | 53,60    |
| 4     | Marija Kultschunowa | URS  | 54,09    |

Datum: 4. Juni

### 800 m
| Platz | Athletin          | Land | Zeit (min) |
| ----- | ----------------- | ---- | ---------- |
| 1     | Ursula Hook       | FRG  | 2:01,6     |
| 2     | Elisabeth Schacht | FRG  | 2:02.5     |
| 3     | Nadija Muschta    | URS  | 2:02.9     |
| 4     | Soja Rigel        | URS  | 2:04,6     |

Datum: 4. Juni

### 1500 m
| Platz | Athletin           | Land | Zeit (min) |
| ----- | ------------------ | ---- | ---------- |
| 1     | Giana Romanowa     | URS  | 4:11,9     |
| 2     | Swetlana Ulmassowa | URS  | 4:14,7     |
| 3     | Brigitte Kraus     | FRG  | 4:16,0     |
| 4     | Veronika Manz      | FRG  | 4:26,4     |

Datum: 5. Juni

### 100 m Hürden
| Platz | Athletin         | Land | Zeit (s) |
| ----- | ---------------- | ---- | -------- |
| 1     | Natalja Lebedewa | URS  | 13,44    |
| 2     | Wera Niktina     | URS  | 13,76    |
| 3     | Ursula Schalück  | FRG  | 13,88    |
| 4     | Leonore Leidel   | FRG  | 14,06    |

Datum: 5. Juni

### 400 m Hürden
| Platz | Athletin            | Land | Zeit (s) |
| ----- | ------------------- | ---- | -------- |
| 1     | Tatjana Storoschewa | URS  | 56,55    |
| 2     | Erika Weinstein     | FRG  | 57,06    |
| 3     | Silvia Hollmann     | FRG  | 58,32    |
| 4     | Swetlana Schatalina | URS  | 59,05    |

Datum: 4. Juni

### 4 × 100 m Staffel
| Platz | Besetzung      | Land                                                                    | Zeit (s) |
| ----- | -------------- | ----------------------------------------------------------------------- | -------- |
| 1     | Sowjetunion    | Ljudmila Kondratjewa Ljudmila Maslakowa Marina Sidorowa Wera Anissimowa | 43,28    |
| 2     | BR Deutschland | Petra Sharp Birgit Wilkes Elvira Possekel Dagmar Schenten               | 44,51    |

Datum: 4. Juni

### 4 × 400 m Staffel
| Platz | Besetzung      | Land                                                                   | Zeit (min) |
| ----- | -------------- | ---------------------------------------------------------------------- | ---------- |
| 1     | Sowjetunion    | Irina Bagrjanzewa Marija Kultschunowa Nina Sjuskowa Ljudmila Aksjonowa | 3:31,5     |
| 2     | BR Deutschland | Erika Weinstein Elke Barth Ursula Hook Dagmar Fuhrmann                 | 3:33,1     |

Datum: 5. Juni

### Hochsprung
| Platz | Athletin             | Land | Höhe (m) |
| ----- | -------------------- | ---- | -------- |
| 1     | Brigitte Holzapfel   | FRG  | 1,86     |
| 2     | Tatjana Boiko        | URS  | 1,83     |
| 3     | Tatjana Gerassimenko | URS  | 1,83     |
| 4     | Ulrike Meyfarth      | FRG  | 1,75     |

Datum: 5. Juni

### Weitsprung
| Platz | Athletin          | Land | Weite (m) |
| ----- | ----------------- | ---- | --------- |
| 1     | Nina Krause       | URS  | 6,49      |
| 2     | Tetjana Skatschko | URS  | 6,32      |
| 3     | Sabine Wecke      | FRG  | 6,26      |
| 4     | Anke Weigt        | FRG  | 6,26      |

Datum: 4. Juni

### Kugelstoßen
| Platz | Athletin                | Land | Weite (m) |
| ----- | ----------------------- | ---- | --------- |
| 1     | Eva Wilms               | FRG  | 20,89     |
| 2     | Swetlana Kratschewskaja | URS  | 20,64     |
| 3     | Wera Zapkalenko         | URS  | 20,05     |
| 4     | Beatrix Philipp         | FRG  | 16,68     |

Datum: 4. Juni

### Diskuswurf
| Platz | Athletin             | Land | Weite (m) |
| ----- | -------------------- | ---- | --------- |
| 1     | Faina Welewa         | URS  | 66,98     |
| 2     | Natalja Gorbatschowa | URS  | 63,82     |
| 3     | Eva Wilms            | FRG  | 56,32     |
| 4     | Ingra Manecke        | FRG  | 53,14     |

Datum: 5. Juni

### Speerwurf
| Platz | Athletin          | Land | Weite (m) |
| ----- | ----------------- | ---- | --------- |
| 1     | Swetlana Babitsch | URS  | 58,90     |
| 2     | Darja Kurjan      | URS  | 58,42     |
| 3     | Marion Becker     | FRG  | 55,78     |
| 4     | Eva Helmschmidt   | FRG  | 54,42     |

Datum: 4. Juni